# Autoritarismo

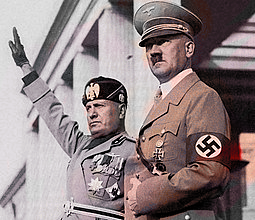
Adolf Hitler e Benito Mussolini, exemplos de autoritarismo.

Autoritarismo é uma forma de governo que é caracterizada por obediência absoluta ou cega à autoridade, oposição a liberdade individual e expectativa de obediência inquestionável da população.
O sociólogo espanhol Juan José Linz, cuja descrição de 1964 do autoritarismo é influente, caracterizou os regimes autoritários como sistemas políticos compostos por quatro fatores: (1) "pluralismo político limitado, não responsável", isto é, restrições sobre as instituições e grupos políticos (como legislaturas, partidos políticos e grupos de interesse); (2) legitimidade com base na emoção, especialmente a identificação do regime como um mal necessário para combater a "problemas sociais facilmente reconhecíveis", tais como o subdesenvolvimento ou a insurgência; (3) ausência de uma "mobilização política intensa ou extensa" e restrições sobre as massas (como táticas repressivas contra opositores e proibição de atividades anti-regime) e (4) um poder executivo "formalmente mal definido", ausente e instável.

## Distinção entre autoritarismo e totalitarismo

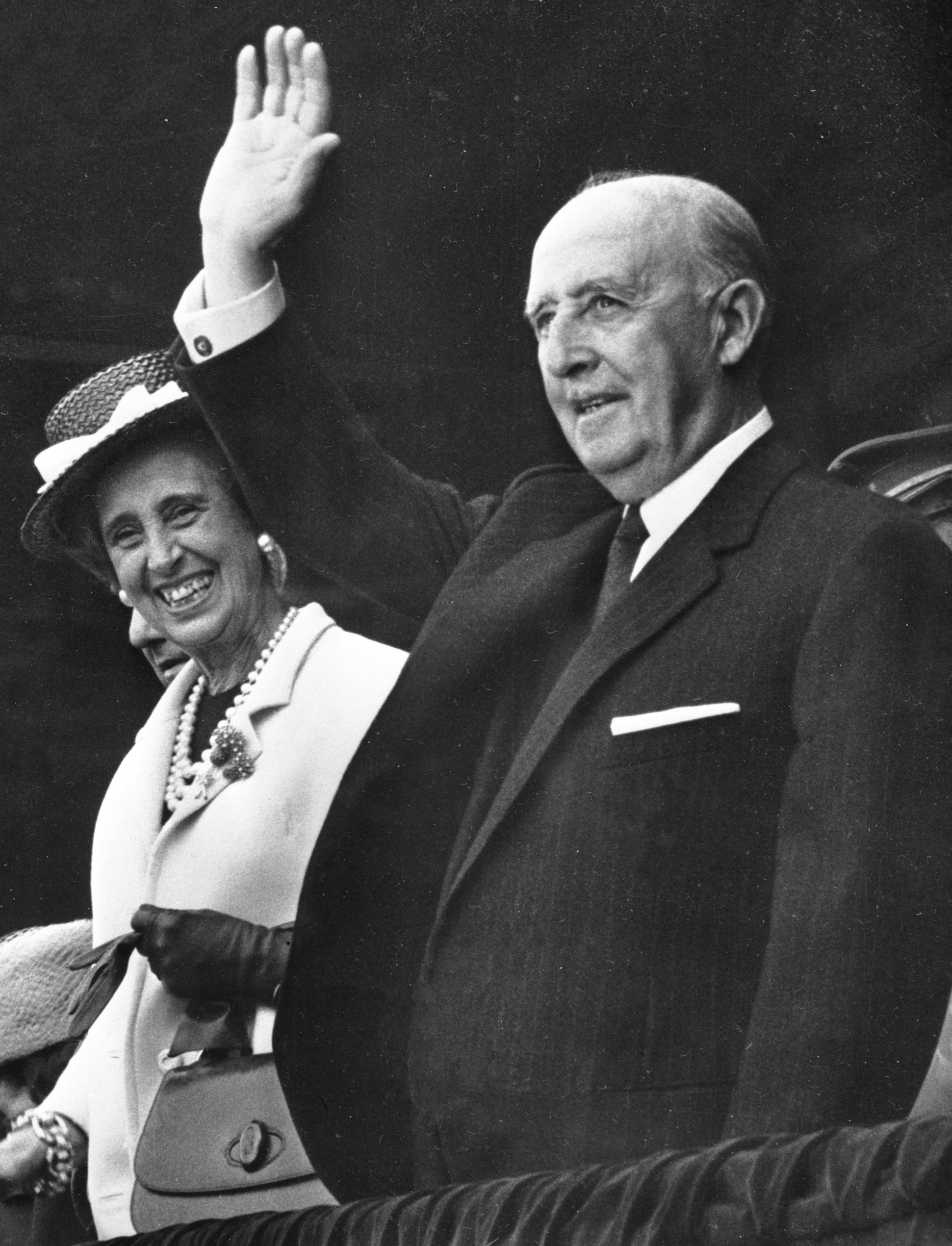
Francisco Franco, caudilho da Espanha entre 1936 e 1975, liderou um regime autoritário que persistiu até sua morte e a transição para a democracia

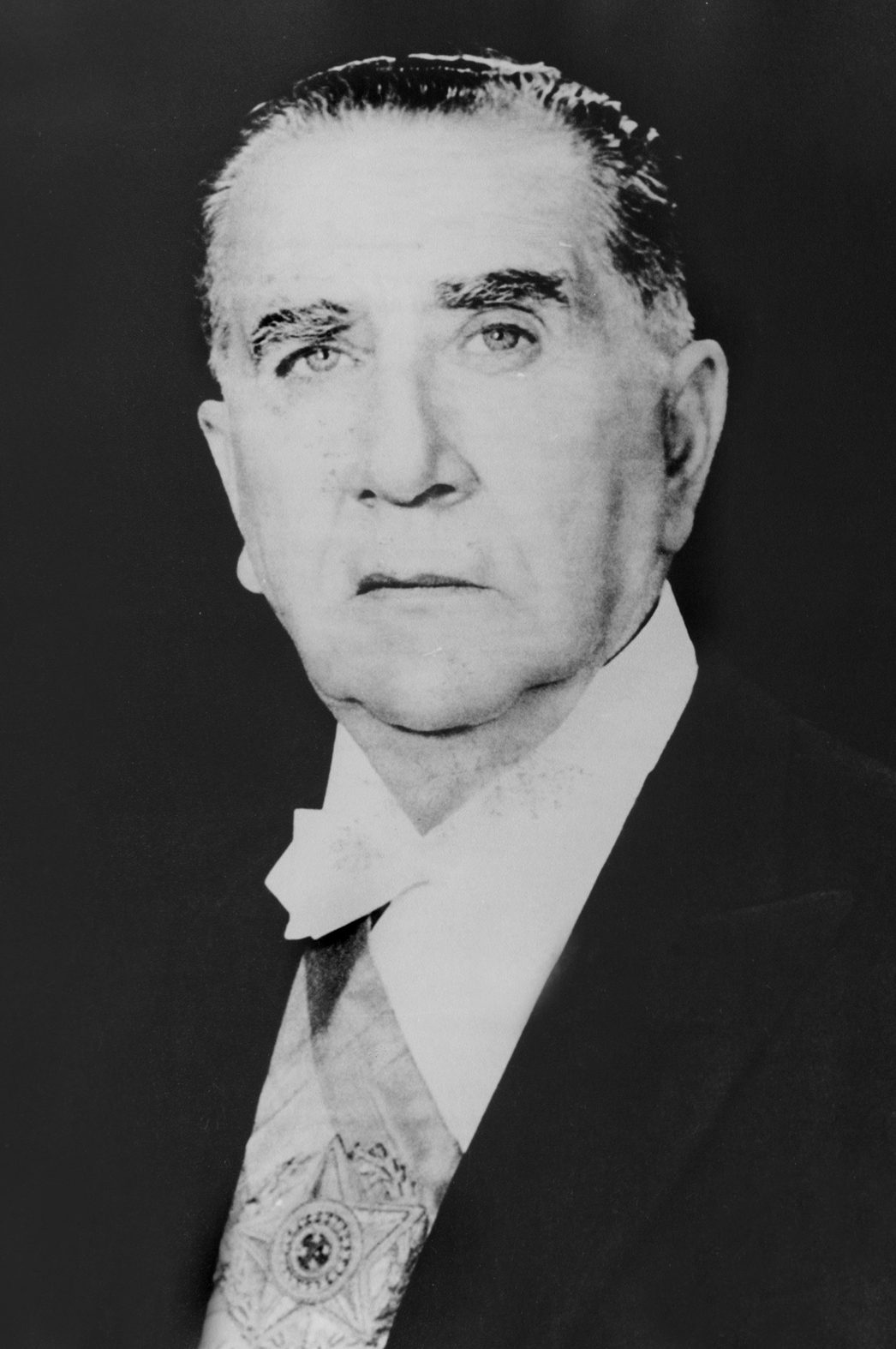
Emílio Garrastazu Médici, general que liderou o Brasil durante os anos de chumbo (1968-1974) da ditadura militar

A distinção entre ditaduras autoritárias e ditaduras totalitárias foi criada por Hanna Arendt em seu livro As Origens do Totalitarismo. Segundo Arendt, há características comuns a ambos os tipos de regimes:
- Subordinação dos poderes judiciário e legislativo ao poder executivo;
- Repressão a toda e qualquer oposição política e ideológica ao governo.

Segundo Arendt, a diferença básica é que o autoritarismo tenta forçar o povo à apatia, à obediência passiva e à despolitização, enquanto o totalitarismo busca mobilizar a sociedade civil de cima para baixo, para moldá-la e impor ao povo uma obediência ativa e militante ao status quo, condicionada pela adesão à ideologia oficial do Estado. Arendt aponta, entre as diferenças, a prática autoritária da abolição de todos os partidos políticos, sindicatos, etc., em contraste com a prática totalitária de um sistema de partido único e sindicato corporativista, comandado por um chefe carismático. Os exemplos reais de regimes totalitários identificados por Hanna Arendt são a Itália fascista, a Alemanha nazista e a Era Stálin na União Soviética.
Os modelos criados por Arendt são muito controversos, e receberam várias críticas. Sua comparação entre o III Reich e o stalinismo soviético foi criticada por concentrar-se em aspectos superficiais, como o sistema de partido único e a "ideologia oficial", e ignorar os aspectos econômicos, culturais, jurídicos e políticos que diferenciavam os dois regimes. Entre estas diferenças, há destaque para a ideologia racista, eugênia e colonialista da ditadura nazista, em contraste com as instituições do Estado multinacional da União Soviética. Outro contraste importante é a defesa da propriedade privada capitalista pelos nazistas e fascistas, em contraste com o socialismo oficial do Estado soviético.
A insistência de Arendt em fazer analogias entre o fascismo e o stalinismo soviético foi acusado de expressar um apoio implícito aos Estados Unidos na Guerra Fria. Henry Kissinger, importante líder e teórico do neoconservadorismo, recorreu à distinção entre autoritarismo e totalitarismo para justificar o apoio financeiro e militar do governo dos Estados Unidos às ditaduras de extrema-direita na América Latina, África, Ásia e Europa, acusando governos como os de Salvador Allende, Fidel Castro e Daniel Ortega de líderes totalitários.
Giorgio Agamben, em Homo sacer e Estado de exceção, reconstrói a teoria do totalitarismo a partir do resgate da categoria de Homo sacer, figura do Direito Romano antigo, caracterizada como excluída da comunidade humana. A peculiaridade do Homo sacer é que ele pode ser morto ou agredido impunemente, embora não possa ser sacrificado em rituais. Segundo Agamben, o judeu sob o regime nazista e aprisionado em um campo de concentração é o arquétipo do moderno Homo sacer. Mas o risco de tornar-se um Homo sacer é universal, e Agamben aponta, entre os exemplos desta categoria na atualidade, os prisioneiros da base militar estadunidense de Guantánamo.

## História
Segundo alguns historiadores, o termo autoritarismo surgiu logo após a queda do segundo império francês na década de 1870, tornando-se comum, segundo a ciência política, a partir do início do século XX.
Já na antiguidade clássica os termos oligarquia e tirania eram discutidos. Os gregos ao tratarem das teorias e organizações do estado já demonstravam sua preocupação quanto à definição do estado tirânico. Aristóteles, em Política, mostrou as primeiras tipologias que deram início à descrição dos regimes políticos existentes na sua época adotando um critério que definia a "finalidade da sociedade civil", ou, cidade-estado, definida por "(sic)...uma reunião de famílias e pequenos burgos que se associam para desfrutarem juntos uma existência inteiramente feliz e independente".
Ainda Aristóteles definiu "(sic)...que é necessário admitir, em princípio, que as ações honestas e virtuosas, e não apenas a vida comum, são a finalidade da sociedade política", demonstrou que "(sic)...De um lado existe o caráter puro e sadio da organização política, de outro, sua forma viciada e corrompida,  ocorrendo o primeiro quando a autoridade suprema (individual ou coletiva) é exercida em benefício do interesse social; e o segundo, chamado degeneração, quando prevalece o interesse particular.”

## Classificações segundo Aristóteles

### Formas puras
Desta forma, classificou que as formas "puras" se diferenciam de acordo com a base da autoridade suprema como:
- Monarquia é o sistema onde a autoridade é real e suprema estando nas mãos de um só;
- Aristocracia, é o sistema onde o poder e a autoridade está nas mãos de um grupo (elite);
- Democracia, é o sistema cuja autoridade emana das mãos da multidão, e esta é em benefício da coletividade.

### Formas corrompidas
As formas "corrompidas" do poder são aquelas cujos desvios não são desejáveis e são definidas como:
- Tirania, segundo Aristóteles a pior de todas, equivalente ao que mais tarde se chamará também autoritarismo;
- Oligarquia, que é a degeneração da aristocracia, ou os desvios ocasionados pela aristocracia no momento em que tende a se perpetuar no poder;
- Demagogia, considerado de todos os governos degenerados o "mais tolerável".

#### Pensamento Aristotélico
Segundo o pensamento aristotélico existem mecanismos que formam tanto a pureza quanto a corrupção, e que estes derivam das formas mais diversas, o que comanda porém, é o nível de pureza de caráter aqueles que assumem ao poder.

## Democracia e Oligarquia
Aristóteles entendeu que a democracia e a oligarquia eram as formas mais importantes de exercício do poder porque, "(sic)...embora as diferentes funções públicas possam ser acumuladas, um mesmo cidadão pode ser concomitantemente guerreiro, lavrador, artesão, senador e juiz". Os mesmos indivíduos não poderiam estar ricos e pobres simultaneamente, pois as duas classes mais distintas no Estado são a dos pobres e a dos ricos.
Segundo o filósofo as parcelas sociais são: uma numerosa, a dos pobres; e outra pequena, a dos ricos.
Portanto, sempre haverá o enfrentamento ideológico, e o predomínio de uma ou outra das classes sociais que se manterá no poder, o oligárquico, representando aqueles que detém o poder econômico e o democrático, que em seu estado mais puro estará nas mãos daqueles que dividem o poder.

## As instituições
Analisando as duas classes sociais a partir de uns subgrupos oriundos destas, Aristóteles observou as combinações e as variações do poder mais ou menos institucional conforme a predominância destas. Segundo o filósofo, "(sic)...quando se perde a soberania da lei, dá-se a degeneração plebiscitária ou demagógica, em que o povo se transforma num monarca de mil cabeças, sem conseguir se dirigir para rumo certo".

## Maquiavel
Maquiavel no começo do século XVI, em sua obra “Il Príncipe” (O Príncipe), descreveu o comportamento que era seguido pelo autoritarismo. Traçando um paralelo entre os dominadores tirânicos e os monarcas que usavam da estratégia para se manter no poder.

## Autoritarismo e militarismo
O autoritarismo é frequentemente associado à dominação pelo militarismo, aparecendo como uma organização social hierárquica que pode assumir diversas formas e sendo denominado de acordo com a ideologia com que procurou justificar-se.

## As ideologias
A tirania, o despotismo, a autocracia, o imperialismo, o cesarismo, o bonapartismo, o totalitarismo, o fascismo, o nazismo, o corporativismo e comunismo stalinista, o maoismo e o juche são algumas das formas históricas de manifestação de autoritarismo.

## Características
O autoritarismo possui as seguintes características para se manter no poder:
- Exclusividade do exercício do poder;
- Arbitrariedades;
- Enfraquecimento dos vínculos jurídicos do poder político;
- Alteração da legislação institucional criando regras para a auto manutenção do poder;
- Restrição substancial das liberdades públicas e individuais;
- Impulsividade nas decisões;
- Agressividade à oposição;
- Controle do pensamento;
- Censura às opiniões;
- Cerceamento das liberdades individuais, de pensamento, religiosas e de imprensa;
- Cerceamento das liberdades de movimentação;
- Emprego de métodos ditatoriais e compulsórios de controle político e social.

Os regimes autoritários sempre coincidem com a figura do estado de exceção, este é diametralmente oposto ao estado de direito. O autoritarismo apesar da relação com o militarismo, nem sempre caminha junto ao estado militarista, mas para se manter no poder precisa daqueles que são os representantes das forças armadas nacionais. Criando por vezes muitas relações entre os militares, os políticos e os detentores do poder econômico.
O sistema autoritário necessariamente não precisa ser originário de um sistema econômico que supervaloriza o chamado complexo industrial-militar, podendo ser financiado e tutelado pelo poder militar de nações estrangeiras e dominadoras da economia de uma determinada região.
Os regimes políticos conhecidos como ditaduras militares durante a história da humanidade foram modelos de autoritarismo estrito, uma vez que instauraram estados de exceção, que se impuseram pela força das armas e por elas foram mantidos.
No decorrer do século XX, o autoritarismo foi estudado por diversas escolas de todas as partes do planeta.

## Literatura recomendada
- Adorno, Theodor W;  The Authoritarian Personality (A personalidade autoritária), 1950.
- Hannah Arendt; The Origins of Totalitarianism (As origens do totalitarismo),1958.
- Duverger, Maurice; De la dictadure (Da ditadura), 1961.